# يوحنا ريد
يوحنا ريد (بالإنجليزية: John Reed)‏ (27 أغسطس 1972 في المملكة المتحدة - ) هو لاعب كرة قدم بريطاني في مركز الوسط. لعب مع إثنيكوس وشيفيلد يونايتد ونادي بلاكبول ونادي بوري ونادي سكاربورو ونادي غاينسبورو ترينيتي وفريكلي أثلتيك ‏ وماتلوك تاون ‏ وليك تاون ‏ ونادي مانسفيلد تاون وإيكستون تاون ‏ ودارلينجتون إف سى.

## وصلات خارجية
- يوحنا ريد على موقع قاعدة بيانات كرة القدم.إي يو (الإنجليزية)
- يوحنا ريد على موقع Soccerbase.com (لاعب) (الإنجليزية)